# 軟巨扇珊瑚
軟巨扇珊瑚（學名:Annella mollis，英語:Giant fans）是巨扇珊瑚屬的一個種，又稱海扇，主要生活在印尼-菲律賓的區域的珊瑚大三角和非洲的紅海和馬達加斯加的北部海岸。可以生活淺海至深海。

## 學名
種小名mollis 意思是指軟的，柔軟的。

## 習性
這是一種生長緩慢的珊瑚，但軟巨扇珊瑚可以生長到巨大的尺寸達到2公尺以上高和2.5公尺以上寬。 這是在印度洋-太平洋發現的最大的扇珊瑚種類，以微型浮游生物為食，並利用珊瑚體（濾食）將其從水中篩出。
軟巨扇珊瑚具有非常堅韌的窄網狀骨骼，由融合的骨針和柳珊瑚硬蛋白組成，非常靈活，能夠抵抗住強大的水流。 這些海扇的顏色從奶油色到粉色和橙色不等。
生活在水深5~40公尺，水溫在3.6°C - 28.7°C。

## 資料來源
1. ↑  . www.marinespecies.org.   [2023-09-09]. （原始内容存档于2023-02-21） （英语）.
2. ↑  . www.gbif.org.   [2023-09-09]. （原始内容存档于2022-10-08） （中文（臺灣））.
3. ↑  . www.diveandrelax.com.   [2023-09-09]. （原始内容存档于2023-08-29）.
4. ↑  . www.reeflex.net.   [2023-09-09]. （原始内容存档于2021-11-27）.